# 넙다리신경
넙다리신경(femoral nerve) 또는 대퇴신경(大腿神經)은 넓적다리의 신경이다. 넓적다리 위쪽과 종아리 안쪽 피부와, 무릎관절을 펴는 근육들에 분포한다.

## 구조
넙다리신경은 넓적다리앞칸에 분포하는 주된 신경이다. 허리신경얼기에서 갈라지는 가지 중 가장 크다. 둘째, 셋째, 넷째 허리신경(L2, L3, L4) 앞가지에서 갈라져 나온다.
고샅인대 아래쪽을 통과한 넙다리신경은 넙다리삼각으로 들어가 넙다리동맥 바로 가쪽에서 주행한다. 넓적다리에서 넙다리신경은 넙다리혈관집 바깥에 위치하며, 엉덩근과 큰허리근 사이의 고랑에 놓여 있다. 넓적다리에서 4cm가량 짧게 주행한 후 넙다리신경은 앞갈래와 뒤갈래로 나누어진다. 앞갈래와 뒤갈래는 가쪽넙다리휘돌이동맥에 의해 분리되어 있다.

### 근육가지
- 두덩근으로 가는 가지는 넙다리신경 안쪽 측면으로부터 고샅인대 바로 위에서 갈라져 나온다. 그 후 넙다리혈관집 뒤쪽을 지나가 두덩근 앞면으로 들어간다.[1]
- 앞갈래는 넙다리빗근을 지배한다.[1]
- 뒤갈래는 넙다리곧은근, 안쪽넓은근, 중간넓은근, 가쪽넓은근, 무릎관절근을 지배한다. 무릎관절근은 중간넓은근으로 가는 가지가 함께 분포한다.[1]

### 피부가지
- 앞갈래는 넙다리신경 앞피부가지들을 낸다. 앞피부가지에는 중간넙다리피부신경과 안쪽넙다리피부신경이 있다.[1]
- 뒤갈래에서는 두렁신경 단 한 가지만 나온다.[1]

### 관절가지
- 엉덩관절은 넙다리곧은근으로 가는 신경에 의해 지배된다.[1]
- 무릎관절은 세 개의 넓은근으로 가는 신경에 의해 지배된다. 안쪽넓은근으로 가는 신경은 무릎관절에서 오는 고유수용성감각 섬유를 포함하고 있기 때문에 특히 두껍다. 이는 힐튼의 법칙과도 합치한다.[1]

### 혈관가지
- 넙다리동맥과 그 가지들로 가는 신경이 나온다.[1]

## 임상적 중요성
국소마취를 통해 넙다리신경과 그 가지들에서 오는 신호를 차단할 수 있는데, 이를 통해 신경이 분포하는 영역의 통증 신호 전달을 막을 수 있다. 넙다리신경에 대한 신경 차단법에는 넙다리신경 차단, 엉덩근막 차단, 3-in-1 신경 차단이 있다. 넙다리신경 차단은 매우 효과적이다.
골반이나 복부 수술 중 넙다리신경에 손상을 입히지 않도록 먼저 확인해야 한다.
넙다리신경 신장검사는 척수신경 뿌리의 압박을 확인하기 위해 수행할 수 있다. 넓적다리의 통증이 강해진다면 검사 양성으로 판정한다.

## 추가 이미지

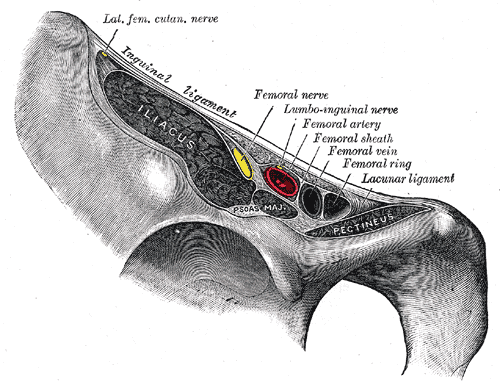
오른쪽 고샅인대 뒤를 지나가는 구조들
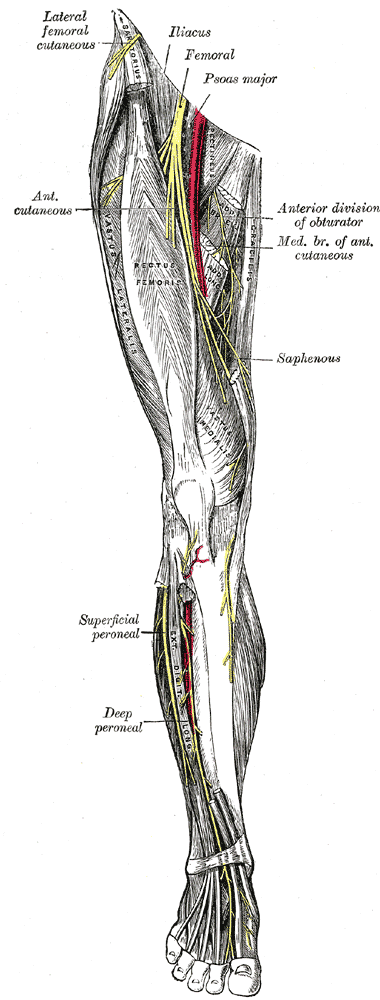
오른쪽 다리의 신경들
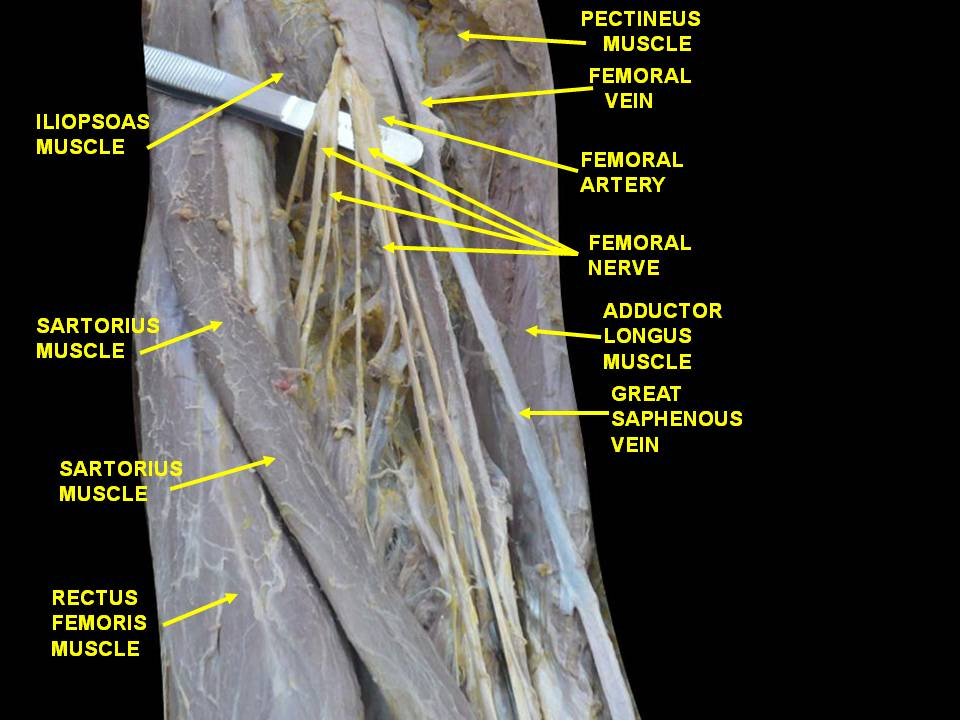
넙다리신경
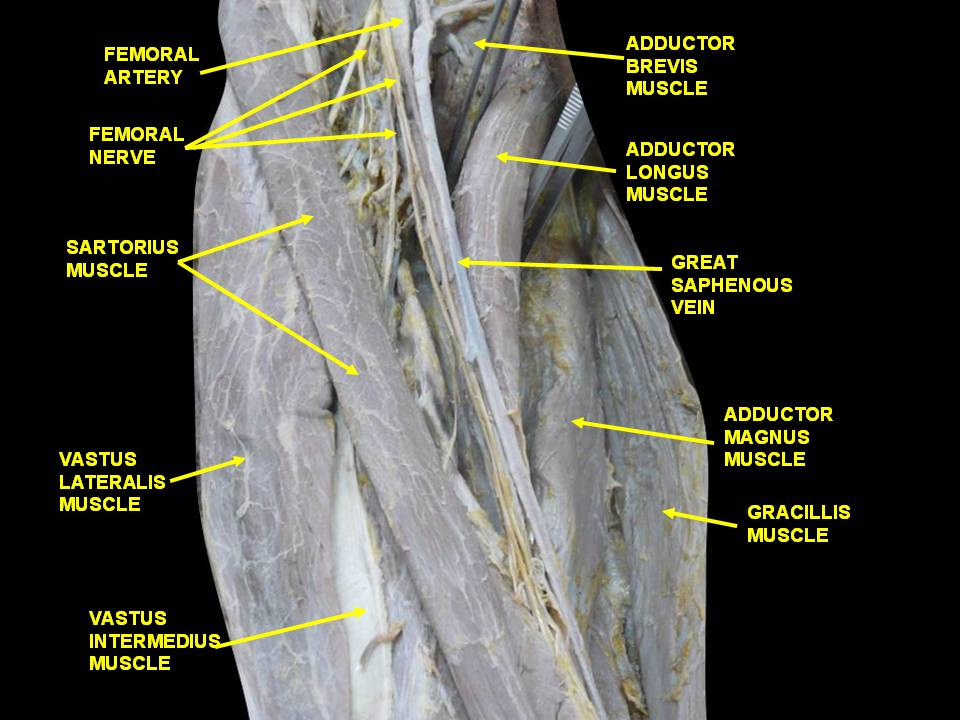
넙다리신경

## 참고 문헌
이 문서는 현재 퍼블릭 도메인에 속하는 그레이 해부학 제20판(1918) page 955의 내용을 기초로 작성된 글이 포함되어 있습니다.
1. 1 2 3 4 5 6 7 8 9 10  Krishna, Garg (2010). 〈Front of the thigh (Chapter 3)〉. 《BD Chaurasia's Human Anatomy (Regional and Applied Dissection and Clinical) Volume 2 - Lower limb, abdomen, and pelvis》 Fif판. India: CBS Publishers and Distributors Pvt Ltd. 55쪽. ISBN 978-81-239-1864-8.
2. ↑  Massey, E. Wayne; Massey, Janice M. (2020년 1월 1일),  Steegers, Eric A. P.; Cipolla, Marilyn J.; Miller, Eliza C., 편집., “Chapter 8 - Mononeuropathies in pregnancy”, 《Handbook of Clinical Neurology》, Neurology and Pregnancy: Neuro-Obstetric Disorders (영어) (Elsevier) 172, 145–151쪽, 2021년 1월 17일에 확인함
3. ↑  Candido, Kenneth D.; Benzon, Honorio T. (2005년 1월 1일),  Benzon, Honorio T.; Raja, Srinivasa N.; Molloy, Robert E.; Liu, Spencer S., 편집., “Chapter 76 - Lumbar Plexus, Femoral, Lateral Femoral Cutaneous, Obturator, Saphenous, and Fascia Iliaca Blocks”, 《Essentials of Pain Medicine and Regional Anesthesia (Second Edition)》 (영어) (Philadelphia: Churchill Livingstone), 645–658쪽, ISBN 978-0-443-06651-1, 2021년 1월 6일에 확인함
4. ↑  Cheema, Zahid F.; Robbie, Ahmad (2003), 〈Femoral Nerve〉, 《Encyclopedia of the Neurological Sciences》 (영어), Elsevier, 366–367쪽, doi:10.1016/B0-12-226870-9/00868-6, ISBN 978-0-12-226870-0, 2021년 1월 6일에 확인함
5. 1 2  Fritz, Julie (2012년 1월 1일),  Andrews, James R.; Harrelson, Gary L.; Wilk, Kevin E., 편집., “17 - Low Back Rehabilitation”, 《Physical Rehabilitation of the Injured Athlete (Fourth Edition)》 (영어) (Philadelphia: W.B. Saunders), 333–356쪽, ISBN 978-1-4377-2411-0, 2021년 1월 6일에 확인함